# Nongche
 (février 2022).
Nongche est un village situé dans le nord-ouest de la province de Hunan, Xian de Longshan, dans le Sud de la Chine.